# Comuna Pidpolozzea, Voloveț
Pidpolozzea (în ucraineană Підполоззя) este o comună în raionul Voloveț, regiunea Transcarpatia, Ucraina, formată din satele Ialove, Pidpolozzea (reședința) și Verhnea Hrabivnîțea.

## Demografie
Componența lingvistică a comunei Pidpolozzea
     Ucraineană (97,8%)
     Rusă (1,13%)
     Alte limbi (0,93%)
Conform recensământului din 2001, majoritatea populației comunei Pidpolozzea era vorbitoare de ucraineană (97,8%), existând în minoritate și vorbitori de rusă (1,13%).